# Izlandi Elfiskola
Az Izlandi Elfiskola (izlandi nyelven Álfaskólinn) reykjavíki iskola, ahol a diákok Izland folklórjáról tanulnak. Az iskola tananyagában szerepel az ún. „rejtett nép” és a 13 különféle elf (manó), amelyek hitük szerint az országot lakják. Az igazgató szerint a „rejtett nép” tagjai „épp akkorák, mint mi, és pont úgy néznek ki, mint az emberi lények, az egyetlen különbség, hogy láthatatlanok számunkra”, az elfek ezzel szemben nem teljesen emberek és kb. 8 cm magasak. Állítása szerint meleg és leszbikus elfek is léteznek.
Az iskola igazgatója Magnús Skarphéðinsson. Egyes kurzusok akár fél nap alatt is elvégezhetőek és képesítést lehet szerezni. Az iskola könyveket is kiad a rejtett népről, főleg diákjai használatára tankönyvként. Emellett kutatásokat is végez az izlandi elfek és a rejtett nép témakörében. Magnús emellett történeteket is gyűjt a trollokról, tündérekről, törpékről, gnómokról, de a történetek 70%-a „a rejtett népről szól, mert errefelé őket látni a leginkább”. A történeteket megőrzés céljából gyűjtötte össze. Látogatók számára Magnús ötórás oktatóprogramokat szervez, a végén kávét és palacsintát kapnak. Bár sosem reklámozza iskoláját, egy-egy ilyen eseményre 5-10 ember össze szokott gyűlni. Az iskola 1991-es nyitása óta több mint 9000 ember járt ide, főleg külföldiek. Az iskola auralátással és előző életek feltárásával is foglalkozik.
Az elfek létezésének kérdése Izlandon egyfajta kulturális toposz, 1975-ben, 1995-ben, 1998-ban és 2006-ban is jelentek meg róla kutatási eredmények. Ezek értelmezése változó. A 2006-os eredmények alapján Magnús azt állítja, hogy bár az izlandi népességnek csak 26%-a hisz az elfekben (ebbe beleérti a „valószínűleg léteznek” válaszokat is), 80% „figyelembe veszi” (ebbe a „lehetséges” és „nem valószínű” válaszokat érti).